# رادكا بوبكوفا
رادكا بوبكوفا (بالتشيكية: Radka Bobková)‏ مواليد 12 فبراير 1973 في براغ، هي لاعبة كرة مضرب تشيكية سابقة بدأت مسيرتها كمحترفة سنة 1987 وكانت تلعب باليد اليمنى، اعتزلت اللعب في 2001. أعلى تصنيف لها في الفردي كان 47. أعلى تصنيف لها في الزوجي كان 59.

## روابط خارجية
- رادكا بوبكوفا على موقع رابطة محترفات التنس (الإنجليزية)
- رادكا بوبكوفا على موقع الاتحاد الدولي لكرة المضرب (الإنجليزية)
- رادكا بوبكوفا على موقع كأس بيلي جين كينغ (الإنجليزية)
- رادكا بوبكوفا على موقع خلاصة التنس.كوم (الإنجليزية)